# Sulumarkduva
Sulumarkduva (Gallicolumba menagei) är en akut hotad fågel i familjen duvor inom ordningen duvfåglar.

## Utseende och läten
Sulumarkduvan är en medelstor (30 cm) och rätt kortstjärtad duva med en lysande orangefärgad fläck på det i övrigt vita bröstet. Den mörkgrå pannan övergår i gnistrande grönt på nacke och övre delen av manteln, ner nästan helt tvärs över bröstet. Resten av ovansidan är mörkt kastanjebrun med rödlila glans. Buken är askgrå, mot undergump och undre stjärttäckare gräddvit. Lätet är okänt.

## Utbredning och status
Fågeln förekommer enbart på Tawitawiön i filippinska ögruppen Suluöarna). Den är enbart med säkerhet känd från två exemplar insamlade 1891 och kan därefter ha minskat kraftigt på grund av habitatförstörelse, jakt och fångst. Internationella naturvårdsunionen IUCN håller det dock sannolikt att arten fortfarande är vid liv. Lokala rapporter finns från ett antal öar 1995, fågeln hävdas ha varit rätt vanlig fram till 1970-talet och viss ursprunglig levnadsmiljö återstår. Världspopulationen uppskattas dock vara mycket liten, under 50 vuxna individer, varför IUCN kategoriserar den som akut hotad.

## Namn
Fågelns vetenskapliga artnamn hedrar Louis F. Menage (?1850-1924), amerikansk filantrop som finansierade en expedition till Filippinerna 1890-1893.